# Maske (album)
 For alternative betydninger, se Maske (flertydig). (Se også artikler, som begynder med Maske)
Maske er den tyske rapper Sidos debutalbum, som er udgivet i april 2004. Albummet opnåede guld og solgte over 180.000 CD'er.

## Spor
1. "Interview" – 2:17
2. "Aus 'm Weg" – 4:23
3. "Steig ein” – 3:37
4. "Mein Block" – 4:08
5. "Maske" – 3:28
6. "Mama ist stolz" – 4:17
7. "Sido und die Drogen" – 1:37
8. "Endlich Wochenende" – 3:44
9. "3 Leben" featuring Tony D & Mesut – 4:34
10. "Knast" featuring MOK – 5:22
11. "Taxi" Featuring Olli Banjo – 3:06
12. “Fuffies im Club"" – 3:47
13. "Was hat er?" featuring Olli Banjo – 4:09
14. "Glas hoch" featuring Harris – 4:59
15. "Die Sekte" featuring B-Tight, Tony D, Mesut, Fuhrmann & Bendt – 5:04
16. "Ghettoloch" – 3:58
17. "Sido aus'm Block" – 1:21